# Osmia inurbana
Osmia inurbana är en biart som beskrevs av Cresson 1878. Osmia inurbana ingår i släktet murarbin, och familjen buksamlarbin. Inga underarter finns listade i Catalogue of Life.